# 艾利馮斯·李維

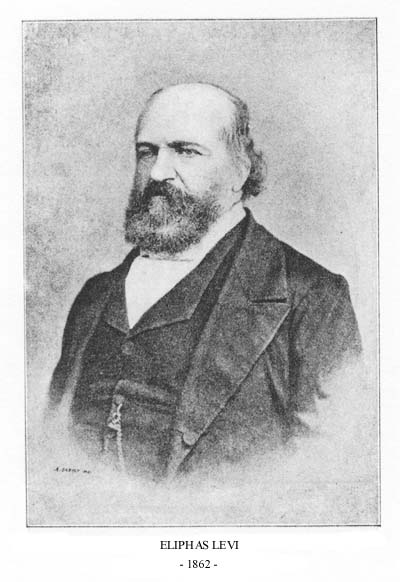
艾利馮斯·李維

艾利馮斯·李維（法語：Éliphas Lévi，1810年2月8日—1875年5月31日），本名阿尔方斯-路易·康斯坦（法語：Alphonse-Louis Constant），是法国的牧师、诗人、神秘学家。

## 精選著作
- 《Dogmas and Rituals of High Magic》（1854年）[3]